# 吳懿
吳懿（2世紀？—237年），三国志作“吴壹”，一说为避司马懿讳。字子遠，兖州陈留郡长垣县人，一说濟陽縣（今河南开封）人，中国後漢末年及三国时代蜀汉將領。族父為何進之部將吳匡，族弟為同在蜀漢效命的吳班。為將名聲常次於魏延。

## 生平

### 劉璋、劉備時期
吴懿年少喪父，因其父吴恺向来与刘焉有旧，率領家人與同族的吳班一家移居蜀地。之後效力于其子劉璋麾下，任中郎將。刘焉生前为三子劉瑁娶吴懿妹吴氏为妻，劉瑁病故後，吴氏守寡。
建安十七年（212年），在劉備攻打刘璋时，吴懿率軍投降，后其妹吴氏改嫁与刘备为妻，吴懿担任护军、讨逆将军。蜀汉章武元年（221年），吴懿任关中都督，其妹吳王后被立為皇后，后为皇太后。

### 蜀漢時期
建兴六年（228年），首次北伐，街亭之戰諸葛亮舉用馬谡為主將前，諸將推舉由實戰歷練豐富的魏延或吳懿擔任主將，諸葛亮未聽取採納，仍然選派馬谡為主將防衛街亭，結果招致大敗。
建兴八年（230年），与魏延西入羌中，大破魏将郭淮、费曜。吳懿遷左將軍，徙亭侯，後進封高陽鄉侯。
建兴十二年（234年），諸葛亮在五丈原病歿後，出任車騎將軍與漢中太守，晉封濟陽侯，王平為副將。建兴十五年（237年）病逝。

## 家庭

### 族父
- 吳匡

### 親妹
- 穆皇后吳氏

### 族弟
- 吳班

### 孫子
- 吳喬[3]